# هگمتانه

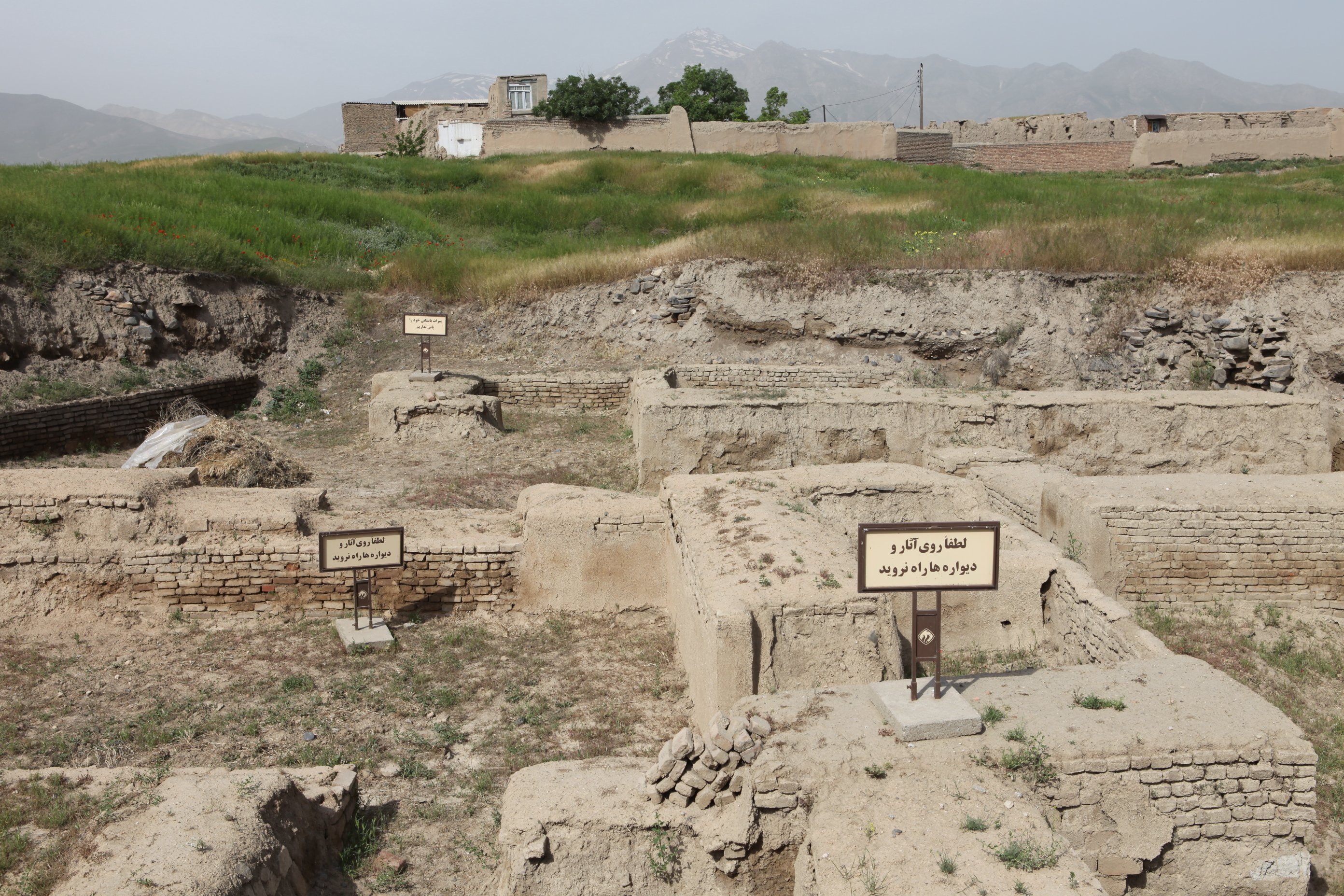
هگمتانه

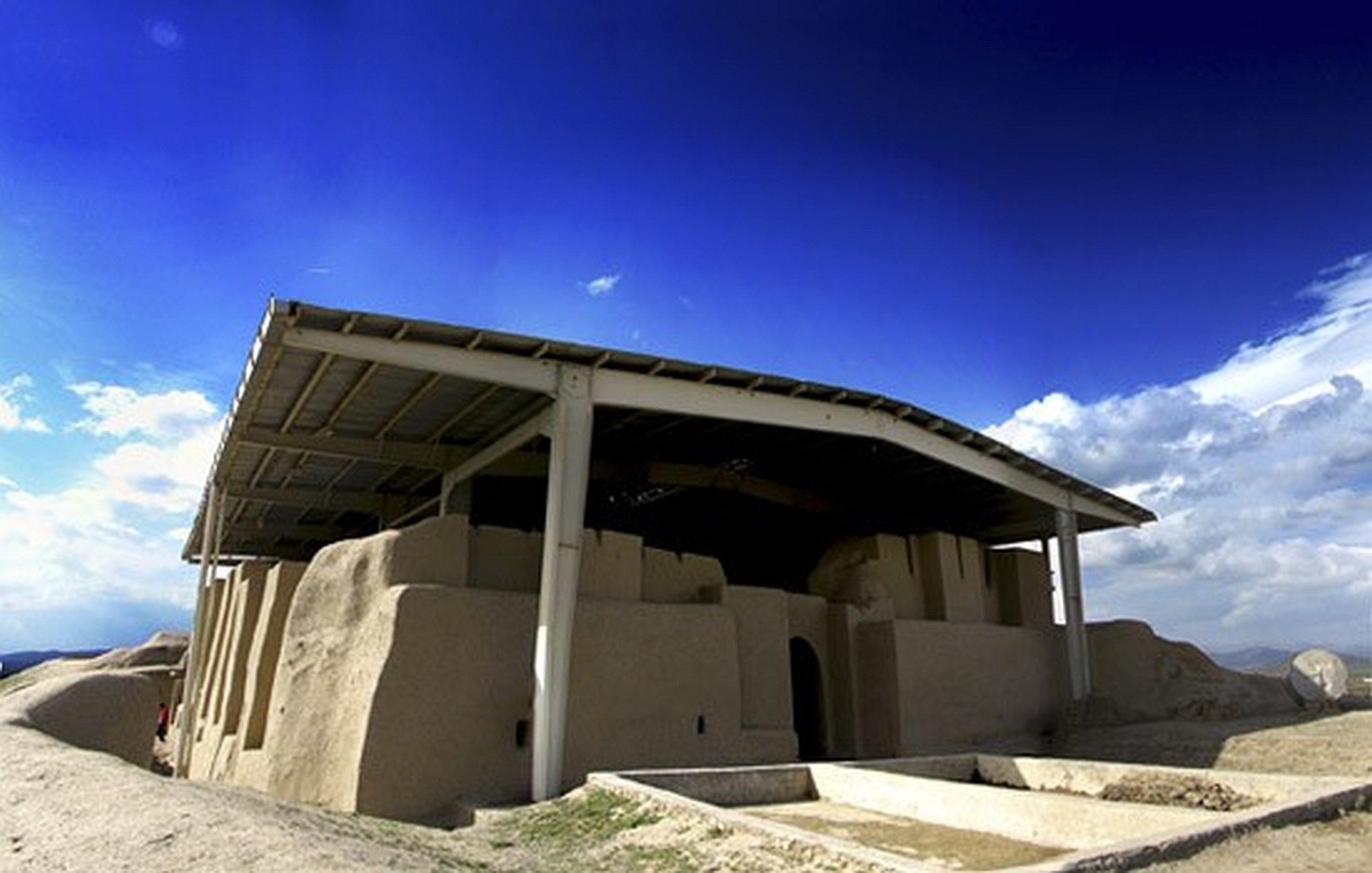
آتش کده تپه نوشیجان ملایر اثر باستانی به جا مانده از دوران مادها

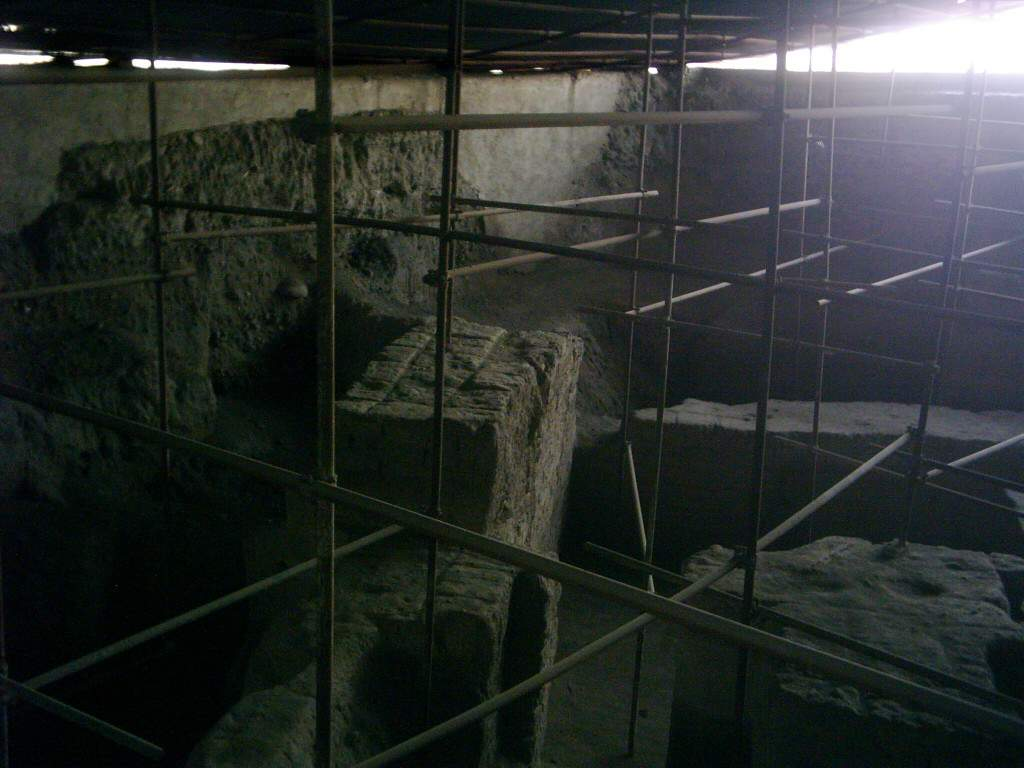
نمای قسمتی از شهر هگمتانه در تپه هگمتانه که از زیر خاک بیرون آورده شده است - سایت اصلی کاوش

هَگمَتانَه (پارسی باستان: 𐏃𐎥𐎶𐎫𐎠𐎴؛ پارسی باستان: Hagmatāna؛ پارسی میانه: همتان Hamatān؛ پارسی نو: هَمَدان، به معنی «جایِ به‌هم‌آمدگان»، «جای گِردآمدگان») پایتخت مادها، پایتخت تابستانی هخامنشیان، و ساتراپ‌نشین ماد از هخامنشیان تا ساسانیان بود. یونانیان به هگمتانه اِکباتان می‌گفتند. در ۶ مرداد ۱۴۰۳ این اثر به عنوان بیست و هشتمین میراث فرهنگی یونسکو در ایران ثبت جهانی شد.
این شهر کهن، نخستین پایتخت ایران بوده است و به همراه آتن در یونان و رم در ایتالیا و شوش در خوزستان، از معدود شهرهای باستانی جهان می‌باشد که همچنان زنده و مهم مانده است. هرودوت این شهر را ساخته دیااکو دانسته و گفته است که هفت دیوار داشته که هر کدام به رنگ یکی از سیاره‌ها بوده‌اند.
دانشنامه ایرانیکا بنیان‌گذاری ماد را سال ۷۰۸ پیش از میلاد به مرکزیت هگمتانه و توسط دیاکو ذکر می‌کند.
در سال ۵۵۰ پیش از میلاد، ایشتوویگو شاه ماد از کوروش بزرگ شکست می‌خورد و پیرو آن هگمتانه به تسخیر  کوروش بزرگ در می‌آید.
در سال ۳۳۰ پیش از میلاد، داریوش سوم کشته شده و هگمتانه فتح می‌شود. همچنین تخت جمشید به وسیله اسکندر مقدونی ویران شده و حکمرانی هخامنشیان پایان می‌پذیرد.

## نام و ریشه‌شناسی
نام این شهر در سنگ‌نوشتهٔ داریوش بزرگ در بیستون در زبان فارسی باستان در گنج نامه «هَمگمَتانَ»، در زبان ایلامی «اَگ-مَ-دَ-نَ» و در زبان اکدی «اَ-گَ-مَ-تَ-نُ» ثبت شده است. معمولاً چنین تفسیر می‌شود که این واژه از «هَنگمَتَ» یا «هِنَگمَن» (به فارسی میانه: انجمن) به معنای «محل گردآمدن و گرد هم آیی» مشتق شده است و نتیجه گرفته می‌شود که پیش از شکل‌گیری دولت ماد، نوعی گردهمایی مردمی در اینجا انجام می‌شد. هرودوت به یک گردهمایی مادها که در آن دیاکو به شاهی برگزیده شد، اشاره می‌کند ولی محل آن را مشخص نکرده است.
واژهٔ ایلامی «هَل. مَتَ. نَ» به معنای «سرزمین مادها» احتمالاً نباید درست باشد، چرا که شهر پایتخت مادها نمی‌توانست نامی ایلامی داشته باشد یا «سرزمین» نامیده شود.
جرج کرزن، پیشنهاد کرده است که با توجه به اینکه در آن‌جا هفت شهر، هگمتانه نامیده می‌شوند و چهارتای آن‌ها در پارس قرار دارند، این نام در واقع برای پایتخت یا شهر شاهی تعیین شده بود. در منابع باستانی و دیگر منابع، برای هگمتانه نام‌های مختلفی ذکر شده است: در زبان یونانی «اِکباتانا، اِگباتانا»، در زبان لاتین «اکباتانا، اکباتانا، اکباتانیس پارتیوروم» در زبان آرامی «اَحمِتَ»، در زبان ارمنی «اَحمَتَن، هَمَتَن، اِکبَتَن» و در زبان فارسی میانه «هَمَدان».
بنا بر هر دو زمینهٔ تاریخی و باستان‌شناسی، تطبیق هگمتانه با همدان، قطعی است. با این حال، کمبود آثار باقی‌ماندهٔ قابل مشاهده از دوران پیش از اسلام در این منطقه، باعث شده است که برخی از نخستین بازدیدکنندگان اروپایی، مکان‌های جایگزینی همچون شوش، کنگاور و تخت سلیمان را برای هگمتانه پیشنهاد دهند.
همچنین، سکه‌هایی از زمان ساسانی کشف شده که محل ضرب آن‌ها «اهمتان» قید شده است. نخستین اشارهٔ نوشتاری به نام مادها و سرزمین ماد، در سالنامهٔ بیست و چهارم سارل مانزر سوم (۸۳۶ قبل از میلاد) و سارگن دوم (۷۱۵ قبل از میلاد) بوده است که از این قوم و سرزمین آنان به نام «مادای» یا «آمادای» یاد کرده‌اند.

## تاریخچه
با توجه به موقعیت و منابع استراتژیک هگمتانه، این محوطه احتمالاً پیش از هزارهٔ یکم پیش از میلاد اشغال شده بود، هرچند که شواهد تاریخی و باستان‌شناختی در این مورد وجود ندارد. بنا به گفتهٔ هرودوت، هگمتانه در اواخر سدهٔ هشتم پیش از میلاد به عنوان پایتخت مادها توسط دَهیوکَ برگزیده شد. هرودوت مجتمع شاهانه شامل قصر، خزانه‌داری و اقامت‌گاه نظامی که بر روی تپه‌ای ساخته شده بودند را توصیف می‌کند و می‌گوید که این مجتمع توسط هفت دیوار متحدالمرکز که هر دیوار داخلی از دیوار بیرونی بلندتر بود و بر آن اِشراف داشت، ساخته شد. با وجود دو سده درگیری در سرزمین‌های مادی مرکز زاگرس، آشوریان هیچ‌گونه گزارش روشنی از هگمتانه ارائه نداده‌اند و ممکن است که آن‌ها هرگز در شرق الوند پیش‌روی نکرده باشند. سنت‌های قدیمی دیگری، منشأ شهر هگمتانه را به سمیرامیس افسانه‌ای یا به جمشید نسبت می‌دهند.

### دوران مادها

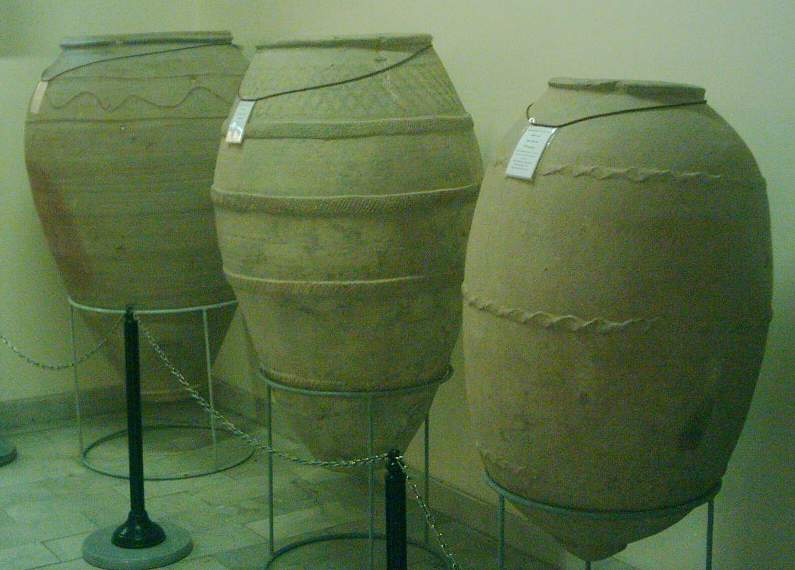
خمره‌هایی مخصوص غذا و آب که در موزه هگمتانه نگهداری می‌شوند

شهر هگمتانه را مردمان آریایی ماد در سده ۱۷ پیش از میلاد بنا نهاده و آن را پایتخت نخستین شاهنشاهی ایرانی قرار دادند. هرودوت بنای آن را به دَهیوکَ نخستین شاه ماد نسبت داده است و گفته که هفت دیوار داشته که هر کدام به رنگ یکی از سیاره‌ها بوده است؛ ولی گروهی از دانشمندان بنای آن را به فرورتیش، دومین شاه ماد نسبت داده‌اند.

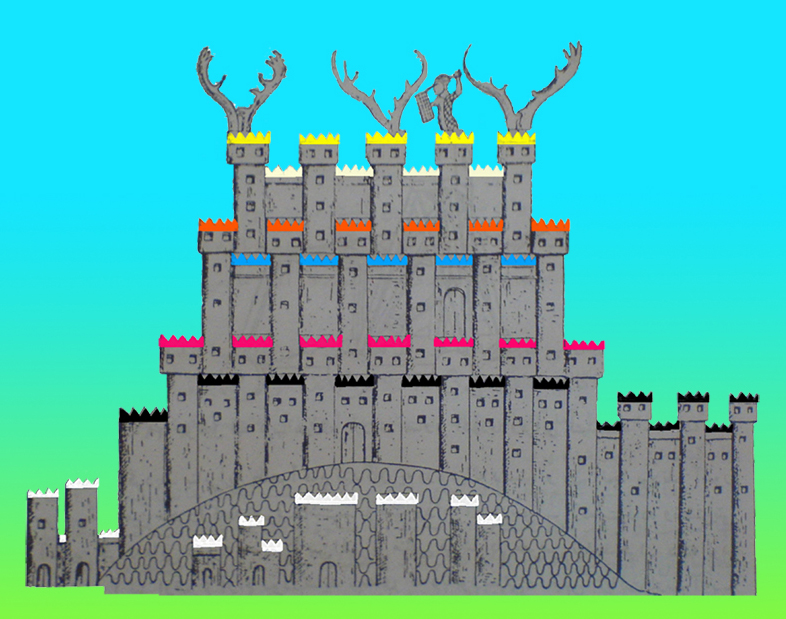
طرحی از قصر هفت‌حصار

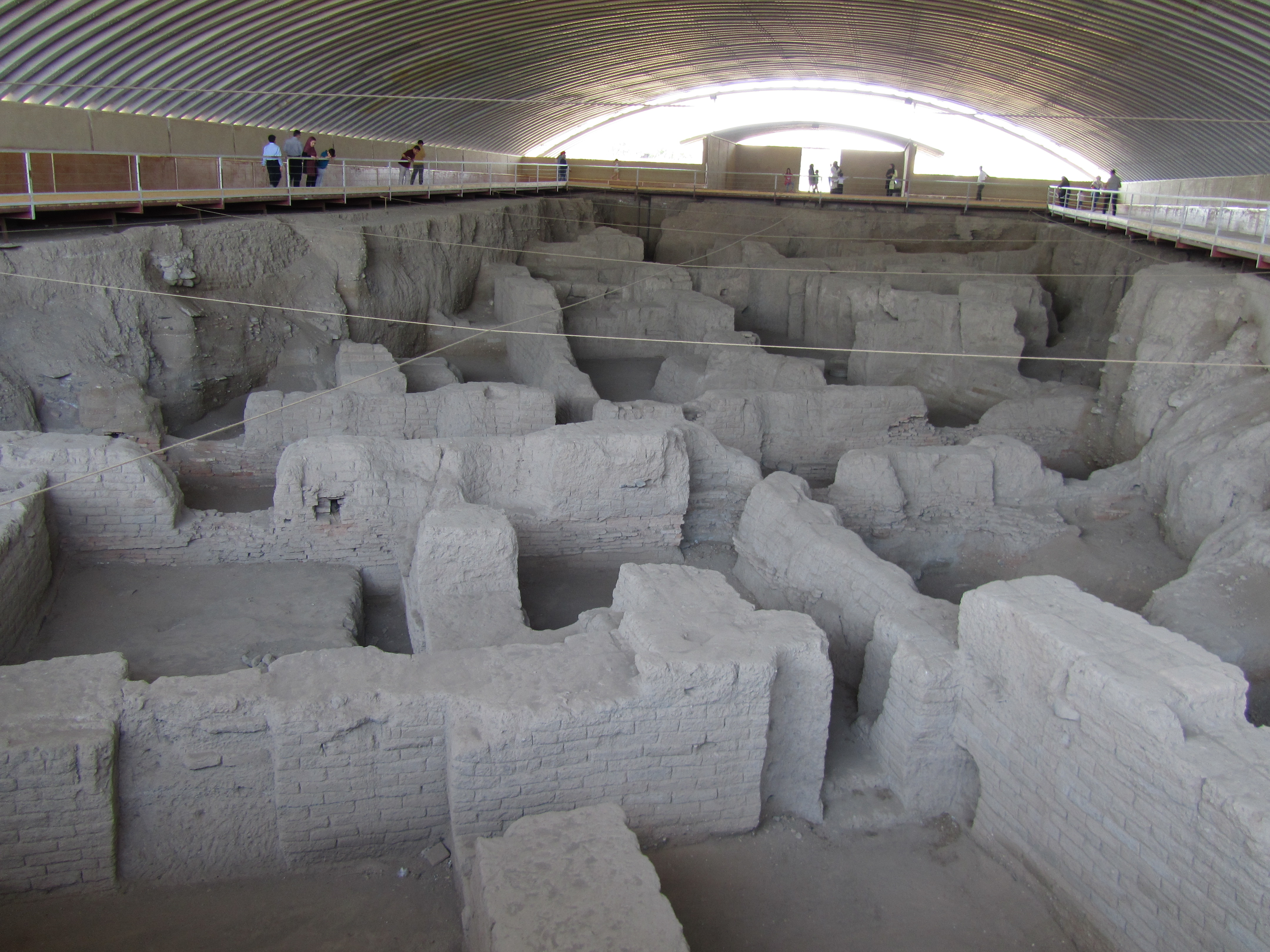
سایت اصلی کاوش تپه هگمتانه

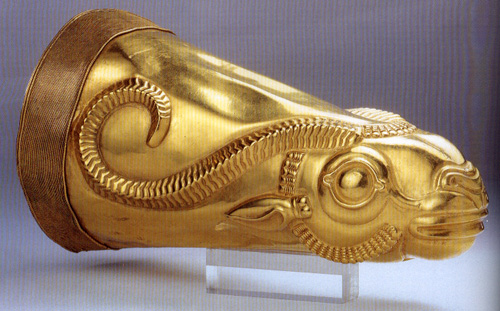
تکوک طلایی بز کوهی هگمتانه از دوران مادهاکه در هگمتانه کاوش شده و اکنون در موزهٔ ملی ایران، موزه ایران باستان نگهداری می‌شود.

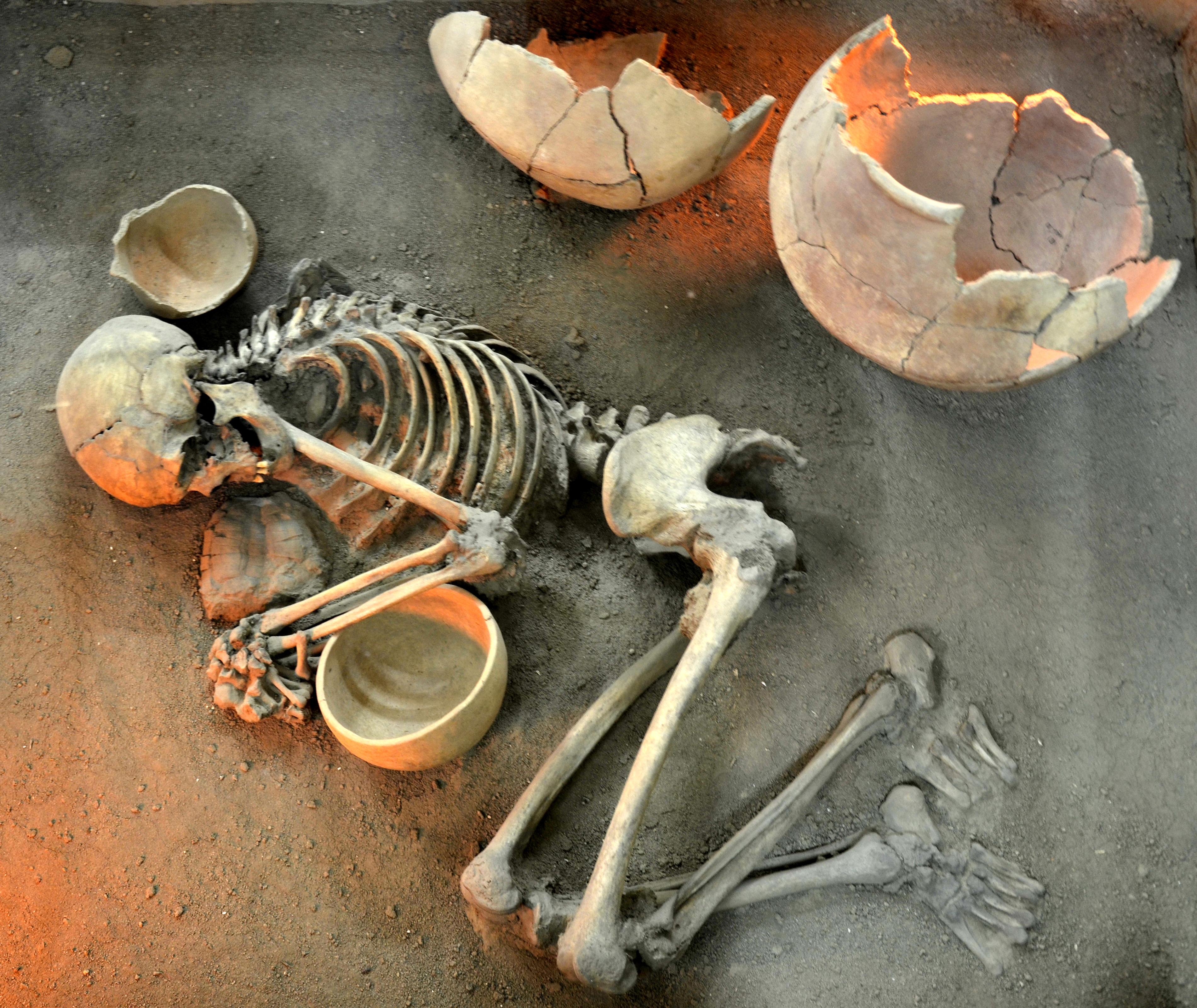
اسکلت انسانی در موزه هگمتانه که به همان شکل کشف شده نگهداری می‌شود

برخی معتقدند که «کَر کَشی» که در لوح‌های آشوریان به آن اشاره شده، در محل همدان بوده است. آشوریان باستان به شهرهای قوم کاسی، عنوان «کار کاشی» داده بودند، که «کار» به معنی قرارگاه یا منزلگاه و «کاشی» اسم قوم «کاسی» است، و از این رو می‌گویند که اسم قبلی هگمتانه، «اکسایا» یعنی شهر کاسی‌ها بوده است.
مادها، گروهی از مردمان آریایی بودند، که در شمال، مرکز و غرب ایران ساکن شدند. عواملی مانند رشد اجتماعی و فرهنگی، تماس با گروه‌های بومی ساکن فلات ایران، وجود همسایگانی قدرتمند و احساس نیازهای جدید سیاسی و اجتماعی، آن‌ها را وادار به اتحاد و ایجاد حکومتی مقتدر کرد، به‌طوری‌که قوی‌ترین قوم آن روزگار یعنی آشوری‌ها را، برای همیشه از صفحهٔ روزگار محو کردند.

#### گزارش‌های مورخان یونانی از ساختار قلعه
روایات مورخان یونانی نیز حاکی است که این شهر در دورهٔ مادها (از اواخر سده هشتم تا نیمهٔ اول سده ششم پیش از میلاد)، مدت‌ها مرکز امپراتوری مادها بوده است و پس از انقراض آن‌ها نیز به عنوان یکی از پایتخت‌های هخامنشی (پایتخت تابستانی و احتمالاً محل خزانهٔ آنها) به‌شمار می‌رفته است. گفته‌های هرودوت مورخ یونانی، در سده پنجم قبل از میلاد، مهم‌ترین مآخذ تاریخی در این مورد است. وی بنای اولیه این شهر را به «دایااکو» نخستین شهریار ماد نسبت می‌دهد (۷۲۸ قبل از میلاد). هرودوت اوضاع سیاسی و اقتصادی نامناسب قوم ماد را در دستیابی دیااکو به قدرت مؤثر می‌داند.
دیگر مورخان یونانی چون پلیبیوس، کتزیاس، ژوستین و گزنفون نیز دربارهٔ هگمتانه مطالبی جمع‌آوری کرده‌اند. دیااکو پس از اینکه هگمتانه را به پایتختی خود برگزید، تصمیم به ساخت قصری عظیم و مستحکم، به صورت هفت قلعهٔ تودرتو، گرفت. به‌طوری‌که کاخ پادشاهی و خزانه، در درون قلعهٔ هفتم قرار داشته باشند. دیااکو، به تقلید از رنگ‌آمیزی قصرهای بابلی، دستور داده بود کنگره‌های هر قلعه را به رنگی مخصوص درآورند.
به این ترتیب: رنگ کنگره‌های قلعه اول سفید، دومی سیاه، سومی ارغوانی، چهارمی آبی، پنجمی نارنجی، و کنگره‌های باروی داخلی نقره‌ای و زرین بودند. محیط بیرونی‌ترین دیوار قلعه، تقریباً به اندازهٔ حصار شهر آتن بوده است.
قصر شاهی، که در آخرین قلعهٔ درونی بر پا شده بود، دارای صدها اتاق بوده و مردم نیز خانه‌های خود را بیرون این قلعه‌ها و در کنار آن ساخته بودند. بنا به درخواست دیااکو، قوم ماد شهرهای کوچکی را که در آن می‌زیسته‌اند، رها ساخته و به پایتخت آمده و در اطراف قلعه شاهی، خانه‌های خود را بنا کردند.
پلیبیوس مورخ یونانی (۲۰۴ تا ۱۳۲ قبل از میلاد) می‌نویسد: «در دامان کوه اورنت، («اورنت» یا «اورانتس» = الوند)، شهر هگمتانه با قلعه و ارگ مستحکم و حیرت‌آوری قرار گرفته و قصر شاهی در داخل آخرین قلعه آن استوار شده است. وضع ساختمانی، آرایش عجیب و تزئیناتی که در آن به کار رفته به نحوی بوده است، که توصیف آن مبالغه‌آمیز به نظر می‌رسد. چوب‌هایی که در آن به مصرف رسیده است، پوشیده از زر و سیم می‌باشد. درها، ستون‌ها و رواقهای آن، با هزاران گونه کنده‌کاری و نقش و نگار آراسته شده‌اند. یک دیوار بی‌پیرایه و یک تیر عاری از زیور، در آن کاخ نیست. حتی کاشی‌هایی که زینت‌بخش «ازاره‌ها» و دیواره‌های درونی قصر است، با پوششی از آب نقره، سیم اندود گشته و همهٔ چوب‌ها از جنس سرو و کاج هستند.»
بخت‌النصر بعد از فتح و ویرانی اورشلیم، فرمانده‌ای به نام صقلاب را به قصد تصرف همدان می‌فرستد، ولی وی شکست خورده و در نامه‌ای به بخت‌النصر می‌نویسد: «من به شهری آمده‌ام، دارای بارویی بلند و سرکش و مردمی بسیار و کوی و برزن‌هایی فراخ و رودهای فراوان.».

### دورهٔ هخامنشیان
پس از انقراض مادها، هر چند هگمتانه مرکزیت نخستین را نیافت، ولی به جهت قرار گرفتن در مسیر راه شاهی، که پارسه (تخت جمشید) را به سارد متصل می‌کرد، به عنوان پایتخت تابستانی هخامنشیان مورد توجه خاص بود و از این رو آن را آباد کردند.
کتزیاس مورخ یونانی و پزشک معروف اردشیر دوم هخامنشی (۴۰۴ تا ۳۰۵ قبل از میلاد) می‌نویسد: « «سمیرامیس» ملکهٔ آشور، پس از دیدن وضعیت شهر و موقعیت مناسب آن دستور داده، که برای او در آنجا کاخی بسازند و چون دیده است که در شهر جدیدالاحداث کمبود آب وجود دارد، دستور داده تا با صرف هزینه‌ای گزاف، نهری ساخته و آب دریاچه‌ای را که در آن سوی کوه اورنت (الوند) است، به این شهر سرازیر کنند.»
ابوبکر احمد بن محمد اسحاق همدانی – معروف به ابن فقیه - در کتاب البلدان خود، که در حدود سال ۲۹۰ هجری به تحریر درآمده است، به نقل از یکی از دانشمندان پارسی می‌نویسد: «همدان بزرگ‌ترین شهر جبال و حدود چهار فرسنگ در چهار فرسنگ بوده است.»
در زمانی که داریوش سوم با اسکندر مواجه می‌شود، هگمتانه به صورت ویرانه‌ای بوده است؛ ولی داریوش سوم بنا به پیشنهاد یاران خود، دستور می‌دهد در میانهٔ شهر، کوشکی بزرگ که آن را ساروق می‌نامیدند، بسازند. در این کوشک، سیصد مخفی‌گاه برای گنجینه‌ها و دارایی‌ها بر پا شد و برای آن هشت در آهنین ساختند، که همه دو اشکوبی (دو لختی) و هر اشکوب، به بلندای دوازده گز بود.
چنان‌که ملاحظه شد، دربارهٔ چگونگی احداث و نام بنیانگذاران هگمتانه در بین مورخان یونانی، اتفاق نظر وجود ندارد. مورخان اسلامی نیز در این زمینه با یکدیگر اختلاف نظر دارند. در مورد محل دقیق آن هم نظریات متفاوتی ارائه شده است. گرچه اکثر مورخان، پژوهشگران و باستان‌شناسان مانند محمدتقی مصطفوی، رومن گیرشمن، اریش فریدریش اشمیت، لوشای و پرا دارا، تپه‌ای را که هم‌اکنون در شهر همدان به نام هگمتانه معروف است، محل اصلی شهر باستانی هگمتانه می‌دانند.

### دورهٔ پارتیان
سنگ‌نوشتهٔ یونانی بر روی تندیس هرکول در بیستون که قدمت آن به سال ۱۴۹/۱۴۸ پیش از میلاد می‌رسد، به کلئومنز به‌عنوان ساتراپ «ایالت‌های بالا» (ماد) اشاره می‌کند؛ به نظر می‌رسد که ماد و هگمتانه تا سال ۱۴۷ پیش از میلاد، یعنی تا زمان پادشاهی مهرداد یکم، سقوط نکرده بودند. آنتیوخوس هفتم در سال ۱۳۰ پیش از میلاد به قصد بازگردانی قدرت سلوکی به ایران، احتمالاً برای مدت کوتاهی در هگمتانه توقف کرد، چنان‌که تیگران دوم نیز در سال بعد برای حمله به مهرداد دوم، مدتی در هگمتانه بود. پارتیان همچنان از هگمتانه به عنوان پایتخت تابستانی و ضرابخانهٔ سلطنتی استفاده می‌کردند. سازه‌های پارتی در شهر، دژی که بر تپه مصلی قرار داشت را شامل می‌شد.

### دورهٔ ساسانی
هگمتانه تا سال ۲۲۶ میلادی به پارتیان وفادار ماند، تا اینکه به همراه آتروپاتن (آذربایجان) از سمت شمال به تسخیر اردشیر بابکان درآمد. در اینجا مدارک متناقضی وجود دارد که آیا هگمتانه به عنوان کاخ تابستانی به کار رفته است یا نه. بنابر گفتهٔ ابن فقیه همدانی، ساختمان‌هایی بین تیسفون، پایتخت ساسانیان و کوه الوند و نه فراتر از آن، حتی همدان ساخته شد. شهر در مدت کوتاهی بعد از جنگ نهاوند در ۲۳ ه‍.ق/۶۴۲ م به دست مسلمین افتاد و مرکز استان شد.

## نتایج حفاری‌های تپه هگمتانه
در حفاری‌های باستان‌شناسی سال‌های اخیر در تپهٔ هگمتانه مشخص شده است که محل کاخ و بناهای اشاره شده، در تپهٔ هگمتانه کنونی واقع بوده است.
از جمله ویژگی‌های شهر باستانی هگمتانه، معماری و طرح و نقشه منظم این شهر بوده است، که در بین آثار باستانی به دست آمده کم‌سابقه است. آثار کشف شده حاکی از وجود یک شبکهٔ منظم و پیشرفتهٔ آب‌رسانی در شهر حکومتی مادها، پارس‌ها و پارت‌ها است. در فواصل بین کانال‌های آب رسانی، معابری بر عرض ۵/۳ متر وجود داشته و کف این معابر، تماماً با آجرهای مربع شکل و منظمی، مفروش بوده است. تحقیقات نشان داده که در فواصل ۳۵ متری بین معابر، دو سری واحدهای ساختمانی قرار دارند، که هر کدام شامل یک حیاط مرکزی (هال) است، با اتاق‌ها و انبارهایی به صورت قرینه در گرداگرد آن. به شکلی که هر واحد ساختمانی، فضایی در حدود ۵/۱۷ * ۵/۱۷ متر را در بر می‌گیرد. معابر مذکور با عرض ۵/۳ متر و پی‌بندی آجری در بخش وسیعی از تپه گسترش داشته و جهت شمال‌شرقی به جنوب‌غربی دارند.
پیشینهٔ حفاری‌های علمی این تپه، به سال ۱۹۱۳ میلادی برمی‌گردد، که هیئتی فرانسوی از طرف موزهٔ لوور پاریس به سرپرستی شارل فوسی، کاوش‌هایی در تپه هگمتانه انجام داد؛ ولی نتایج این کاوشها هیچ‌گاه منتشر نشد.
در طی ۱۰ فصل حفاری انجام شده از سال ۱۳۶۲ تا ۱۳۷۸، که حدود ۱۴۰۰۰ متر مربع از بقایای این شهر کاویده شد، یکی از کهن‌ترین دوره‌های تمدّن بشری نمایان شده است. همچنین یک حصار طولانی به ارتفاع ۹ متر و دو برج عظیم و کم‌نظیر در درون آن کشف شده است. از جمله کاوشهای علمی سال ۱۳۶۲ تا کنون که به سرپرستی محمدرحیم صراف به انجام رسیده، منجر به شناسایی شهر بزرگی در دل تپه هگمتانه شده است.
همچنین ادامهٔ کاوش‌ها، بخش‌هایی از حصار عظیم شهر به قطر ۹ متر و ارتفاع ۸ متر را آشکار ساخته است. این حصار در فواصل معین، دارای برجهای عظیم بوده، که هگمتانه قدیم را دربرمی‌گرفته است.
به‌طور کلی در یکصد سال اخیر باستان‌شناسان داخلی و خارجی بارها این تپه را حفاری کرده‌اند. ضمناً در طول حفاری‌های انجام شده، آثار ارزشمند و بی‌نظیری کشف شده است، که اغلب متعلق به دوران هخامنشیان و نیاکان آن هااست.

### لوح‌ها
- لوح زرین به نام «آریارمنه»: این لوح از زرِ ناب و به ابعاد ۱۲ در ۸ سانتیمتر و دارای ۱۰ سطر به خط میخی است. «آریارمنه»، نیای داریوش بزرگ هخامنشی است. این لوح در موزهٔ برلن در آلمان نگهداری می‌شود.
- لوح زرین به نام «آرشام»: ابعاد این لوح ۸ در ۱۳ سانتیمتر است. لوح به خط میخی و از دوره هخامنشیان بجا مانده است. این لوح در اختیار مجموعهٔ شخصی مارسل ویدال آمریکایی است.
- در سال ۱۳۰۷، هنگام پی‌کنی خانه‌ای بر روی تپه هگمتانه دو قطعه لوح هم‌اندازه، یکی زرین و دیگری نقره، پیدا شد. ابعاد هر لوح ۱۹ در ۸/۱۸ سانتیمتر است و خطوط نوشته شده به خط میخی و محتوای هر دو نوشته یکی است. لوح نقره‌ای در موزهٔ کاخ مرمر و دیگری در موزهٔ ایران باستان در تهران نگهداری می‌شوند.
- لوح زرین به نام داریوش دوم: این لوح از زرناب به ابعاد ۵/۲۰ در ۵/۱۸ سانتی‌متر بوده است و ۲۳ سطر به خط میخی بر روی آن نوشته شده است. موزه ایران باستان این لوح را که بیرون از ایران بودخرید و اکنون جزو گنجینه‌های موزه ایران باستان است. لوح دیگری به ابعاد ۲/۱۶ در ۱۳ سانتیمتر یافت شده که دارای ۲۹ سطر به خط میخی است و در سال ۱۳۳۱ خریداری شده و در حال حاضر در موزه ایران باستان نگهداری می‌شود.
- لوح زرین به نام اردشیر دوم: این لوح به نام اردشیر دوم پسر داریوش دوم هخامنشی و ابعاد آن لوح ۱۳ در ۱۳ سانتیمتر و دارای ۲۰ سطر به خط میخی است که در روی زر ناب حک شده‌اند.

### دیگر اشیاء یافت شده
- کوزه‌ای شکسته، به جا مانده از دورهٔ خشایارشا (پسر داریوش بزرگ). این کوزه از نقره بوده است و قطر دهانهٔ آن ۵/۷ سانتی‌متر و ارتفاع آن ۱۲ سانتیمتر است. خطوطی میخی بر این کوزه نقره حکاکی شده است که برخی از کلمات آن باقی است و برخی دیگر روی تکه‌های شکسته شده بوده و مفقود مانده است. این کوزهٔ دورهٔ هخامنشی، که در خارج از کشور بود، خریداری شده و هم‌اکنون در موزه ایران باستان نگهداری می‌شود.
- بشقاب نقره‌ای با قطر دهانه ۲۰ سانتیمتر از دوره هخامنشی. در سال ۱۳۲۴ موزه ایران باستان این بشقاب را خرید و به کشور بازگرداند و اکنون در موزه ایران باستان تهران نگهداری می‌شود.
- بشقاب یا جام نقره مربوط به دوره اردشیر یکم هخامنشی. قطر دهانهٔ آن ۷/۲۶ سانتیمتر است. این بشقاب در موزه متروپولیتن نیویورک است. در لبهٔ داخلی بشقاب به خط میخی یک سطر طولانی نوشته شده است که ترجمهٔ آن این است: «اردشیر شاه بزرگ، شاه کشورها، پسر خشایارشا، خشایارشا پسر داریوش شاه هخامنشی [بود] که این جام سیمین را [برای] کاخ پادشاهی خود درست کرد.»
- ظرف طلا که مانند کاسه‌ای است گود که رویهٔ بیرونی آن دارای برجستگیهایی است. این نقوش از لبهٔ ظرف شروع شده و در وسط برآمدگی تکرار می‌شود. بین برجستگیها و لبهٔ بالاییِ ظرف یک سطر خط میخی به زبان پارسی باستان، بابلی و ایلامی تکرار می‌شود و ترجمهٔ فارسی‌اش «داریوش شاه بزرگ» است. قطر دهانه ظرف ۴/۱۸ سانتیمتر و ارتفاع آن ۷/۱۰ سانتیمتر است. این کاسهٔ طلایی دورهٔ هخامنشی، گذشته از ارزش باستان‌شناسی‌ای که دارد از نظر هنر طلاکاری و ظرافت، می‌تواند یکی از کارهای هنری منحصر به فرد محسوب شود. این ظرف جزو مجموعهٔ گورگیان در نیویورک است.
- پایهٔ ستون سنگی مربوط به اردشیر دوم هخامنشی. این پایه ستون مربعی است به طول ضلع ۹۳ سانتیمتر که از سنگ یک تکه ساخته شده است؛ به‌طوری‌که مربع زیرین بزرگ‌تر و در روی آن مربع وسط شال ستون به صورت دایره روی مربع وسط قرار دارد. در حاشیهٔ فوقانی مربع زیرین این ته‌ستون، کتیبه‌ای به خط میخی کنده شده است که ترجمهٔ آن چنین است: «ستون سنگی کاخ آپادانا اردشیر بزرگ… پسر داریوش شاه هخامنشی…». از قرار معلوم این ته‌ستون سنگی پیش از سال ۱۳۱۴ در تپهٔ هگمتانه به دست آمده است و تا سال ۱۳۲۸ در اختیار ادارهٔ فرهنگ وقت (آموزش و پرورش) بوده است. سپس به موزهٔ ایران باستان تحویل داده شد و هم‌اینک در همان موزه نگهداری می‌شود.
- ته‌ستون دیگری به نام اردشیر دوم هخامنشی. پایه ستونی از سنگ با ۷ سطر کتیبه به خط میخی مربوط به اردشیر دوم که در تپهٔ هگمتانه پیدا شد و هم‌اکنون در تملک شخصی است در انگلستان. کتیبه‌ای که بر این ته‌ستون نوشته شده است از این قرار است: «اردشیر شاه بزرگ، شاه شاهان، شاه کشورها، شاه این سرزمین، پسر داریوش شاه [که] داریوش پسر اردشیر شاه [و] اردشیر پسر خشایارشا [و] خشایارشا پسر داریوش شاه [و] داریوش پسر ویشتاسب هخامنشی [بودند]، این کاخ را به لطف اورمزد و ناهید و مهر ساختم. [باشد که] مرا از همه بدی‌ها حفظ فرمایند و آنچه من ساخته‌ام از گزند و آسیب محفوظ دارند.»

بنا به گزارش کتاب هگمتانه تا امروز (چاپ سال ۱۳۳۲)، ۸ قطعه لوح زرین و سمین از کشفیات تپه هگمتانه و تخت جمشید به‌دست آمده است.

## ثبت در فهرست میراث جهانی
در چهل و ششمین کمیته میراث جهانی یونسکو که از تاریخ ۲۱ تا ۳۱ ژوئیه ۲۰۲۴ (۳۱ تیرماه تا ۱۰ مرداد ۱۴۰۳) در دهلی‌نو برگزار شد، پرونده «هگمتانه و مرکز تاریخی همدان» به عنوان تنها پرونده ایران بررسی و سرانجام محوطه تاریخی هگمتانه به عنوان ۲۸مین اثر ایران به فهرست میراث جهانی یونسکو اضافه شد. در این اجلاس، پس از انجام اصلاحاتی به پیشنهاد ایکوموس و برخی از اعضا این کمیته (قطر، قزاقستان، ویتنام، ترکیه، کنیا و روآندا) و با حذف بخش «مرکز تاریخی همدان»، هگمتانه به‌عنوان بیست و هشتمین اثر ایران وارد فهرست میراث جهانی در ایران شد.
این پرونده در ابتدا، تپه هگمتانه، بازار و بافت تاریخی همدان را در برمی‌گرفت و با عنوان «منظر فرهنگی و تاریخی از هگمتانه تا همدان» مطرح شده بود، که منظر تاریخی هگمتانه در شهر همدان مسیر «آرامگاه بوعلی تا آرامگاه باباطاهر» با وسعتی در حدود ۱۰۰ هکتار را شامل می‌شد که شامل تپه هگمتانه، بازار، بافت تاریخی و ۱۴۰ اثر تاریخی بود، اما وقتی پرونده به «هگمتانه و مرکز تاریخی همدان» تغییر عنوان داد محتوا و مساحت آن نیز تغییر کرد و در نهایت در چهل و ششمین اجلاس میراث جهانی یونسکو، «مرکز تاریخی همدان» از عنوان اصلی آن حذف شده و پرونده با عنوان «هگمتانه»، درحالی که مرکز تاریخی همدان به عنوان حریم آن درنظر گرفته شده است، در فهرست میراث جهانی یونسکو ثبت شد. مساحت هگمتانه در پرونده فرستاده‌شده ۷۵ هکتار و منطقه حائل آن ۲۸۷ هکتار ثبت شده است.